# Irmgard Mastaglio-Behrendt
Irmgard Mastaglio-Behrendt (* 23. Januar 1905 in München; † 1990) war eine deutsche Malerin.

## Leben
Irmgard Mastaglio-Behrendt war die Tochter von Fritz Behrendt (1863–1946), Kunstmaler und Bitumen-Fabrikbesitzer in Grafrath und dessen Ehefrau Olga, geb. Schielitz (1867–1938).
Sie studierte anfangs bei dem Münchener Secessionisten Angelo Jank an der Münchner Kunstakademie und bei Karl Caspar. Anschließend besuchte sie die private Malschule des Spätimpressionisten und Grafikers Moritz Heymann in München.
In den Jahren von 1923 bis 1925 führte sie mehrere Studienreisen nach Ostpreußen durch. 
Durch die Versetzungen ihres Ehemannes lebte die sechsköpfige Familie bis Ende des Zweiten Weltkriegs in Hessen und verschiedenen Orten in Schlesien. Auf der Flucht nach Schleswig-Holstein gingen sämtliche von ihr geschaffenen Bilder verloren.
Sie wagte erst Mitte der 1950er Jahre einen künstlerischen Neuanfang und malte Porträts, Stillleben, Landschaften und Stadtansichten; sie stellte anfangs an ihrem Wohnsitz in Neumünster in der Stadtbücherei und im Textilmuseum aus, später dann in verschiedenen Galerien in Schleswig-Holstein und Süddeutschland.
Ihre Bilder befinden sich in Privatbesitz.

## Ausstellungen
- 1926: Ausstellung der Münchner Secession.
- 1934: Ausstellung der Münchner Secession.
- 1935: Ausstellung der Künstlervereinigung Fürstenfeldbruck[4].
- 1944: Ausstellung der GEDOK in Breslau.
- 1958: Stadtbücherei Neumünster.
- 1964: Textilmuseum Neumünster.
- 1966: Galerie in Erlangen.
- 1968: Galerie in Meldorf.
- 1969: Galerie in Meldorf
- 1973: Galerie in Fürstenfeldbruck.
- 1974: Galerie in Fürstenfeldbruck.

### Mitgliedschaften
- Von 1976 bis 1981 gehörte Irmgard Mastaglio-Behrendt dem Bundesverband Bildender Künstlerinnen und Künstler an.